# Lamin Bojang (Politiker, 1954)
Lamin „Bolong“ Bojang (* 1954 in Brikama) ist ein gambischer Mediziner und Politiker.

## Leben
Bojang besuchte die Crab Island School und von 1968 bis 1974 die Gambia High School. Mit einem Stipendium begann er 1974 ein Medizinstudium in Ägypten. Nachdem er sich als Arzt qualifiziert hatte, kehrte er 1982 nach Gambia zurück, um als medizinischer Assistent im Regierungsdienst zu arbeiten. Nach einem Aufenthalt in Nigeria wurde er schließlich in Gambia als Arzt zugelassen und gründete 1989 eine Privatpraxis in Brikama.
Er zog in Erwägung, der People’s Democratic Organisation for Independence and Socialism (PDOIS) beizutreten, fand deren linke Politik jedoch inakzeptabel und gründete stattdessen im September 1991 seine eigene politische Partei, die People’s Democratic Party (PDP), deren Präsident und Führer er wurde. Bojang war auf die finanzielle Unterstützung eines örtlichen Geschäftsmannes, Solo Darboe, und Überläufer aus anderen Parteien angewiesen. Bojangs zentristische politische Überzeugungen unterschieden sich kaum von denen der rivalisierenden politischen Führer, und weder er noch seine Partei waren bei den Wahlen 1992 erfolgreich. Bojang belegte den vierten Platz von fünf Kandidaten und gewann 6 Prozent der Stimmen in der Präsidentschaftswahl und nur 7 Prozent der Stimmen in seinem Parlamentswahlkreis Central Kombo. Nach diesen vernichtenden Niederlagen zog sich Bojang aus der aktiven Politik zurück, und bei der Präsidentschaftswahl 1996 unterstützte er öffentlich Präsident Yahya Jammeh.
Fünf Jahre später zog Bojang 1996 seine Unterstützung für Jammeh zurück und forderte im Februar 2001 die Amtsenthebung der Regierung Jammeh wegen ihrer „Unfähigkeit, effektiv zu regieren“. Im September 2003 sagte er jedoch erneut, dass seine Partei, die PDP, ein Bündnis mit Jammehs Partei eingehen könnte. Von dieser Kandidatur war jedoch nichts zu hören, und seine Partei verschwand praktisch von der politischen Bühne. Im Vorfeld der Wahl vom 1. Dezember 2016, bei denen Jammeh abgesetzt wurde, trat er als Führer der National Convention Party (NCP) hervor. Zwischenzeitig wurde er Mitte 2016 als Präsidentschaftskandidat der NCP gehandelt. Er spielte eine aktive Rolle auf dem Parteitag, der Adama Barrow wählte, um sich dann vor der Wahl mit der NCP, die einen neuen Parteiführer benannte, in den politischen Schatten zurückzuziehen.